# Октябрьський електровагоноремонтний завод
Октябрьський електровагоноремонтний завод (ОЕВРЗ) - найбільше підприємство Росії, що виконує всі види ремонту та модернізації пасажирського рухомого складу - пасажирських вагонів (з 2008 року також - вагонів московського метрополітену) і електропоїздів.
Чисельність співробітників підприємства - 975 чол. (грудень 2012 року)
Входить до складу «Трансмашхолдингу».
Генеральний директор - Павлов Олег Анатолійович.

## Продукція
ОЕВРЗ займається ремонтом і обслуговуванням:
- Фірмових поїздів РЖД:
  - «Червона стріла»
  - «Невський експрес»
  - «Миколаївський експрес»
  - «Русь»
  - «Аврора».
- Електропоїздів моделі ЕР2, ЕР2Т, ЕТ2.
- Вагонів метро 81-714/717.5 (з 2010 року налагоджено власне виробництво).
- Трамваїв моделі ЛМ-68м (модернізація до ЛМ-68М2).

На базі заводу відкрито єдиний в Росії сервісний центр з ремонту редукторів типу WBA 32/2 німецького концерну «Флендер» для пасажирських вагонів.